# Clepticus
Clepticus Cuvier, 1829 è un genere di pesci di acqua salata appartenenti alla famiglia Labridae.

## Distribuzione e habitat
Provengono dalle barriere coralline dell'oceano Atlantico. Non sono tipici di acque particolarmente profonde.

## Descrizione
I pesci appartenenti a questo genere sono di dimensioni non particolarmente elevate, e presentano un corpo di forma ovale, compresso lateralmente. La livrea varia nel corso della vita del pesce, ma i colori sono sempre tra il violaceo e il blu, raramente nero con macchie giallastre o rossastre. C. parrae arriva a 30 cm di lunghezza massima, mentre le lunghezze dei congeneri non sono ancora state misurate e quindi per ora i dati sono insufficienti. La pinna caudale è biforcuta, solitamente a forma di mezzaluna; C. africanus e C. brasiliensis presentano le estremità di quest'ultima estremamente allungate.

## Biologia

### Comportamento
Di solito nuotano in banchi non particolarmente grandi.

### Alimentazione

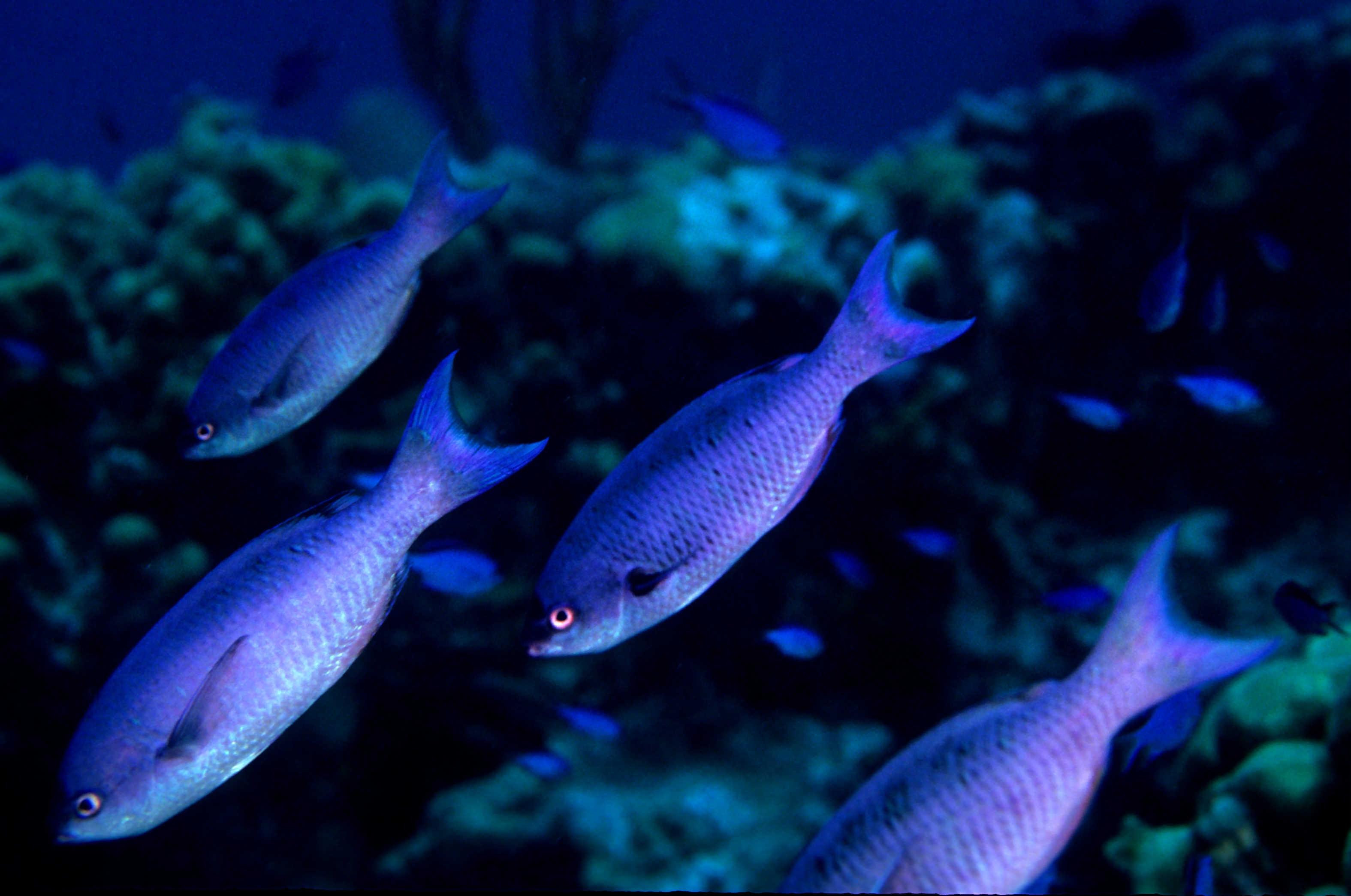
Adulti di C. parrae

La loro dieta è prevalentemente carnivora, composta soprattutto da invertebrati acquatici.

### Riproduzione
Queste specie sono ovipare; in C. parrae è stato notato l'ermafroditismo, ma non è noto se ciò accade anche nelle altre specie.

## Tassonomia
In questo genere sono riconosciute soltanto 3 specie:
- Clepticus africanus Heiser, Moura & Robertson, 2000
- Clepticus brasiliensisHeiser, Moura & Robertson, 2000
- Clepticus parrae (Bloch & Schneider, 1801)

## Conservazione
C. parrae e C. brasiliensis sono classificati come "a rischio minimo" (LC) dalla lista rossa IUCN, perché non sono minacciati da particolari pericoli, invece C. africanus è classificato come "dati insufficienti" (DD) perché è una specie comune, ma sono necessari studi più approfonditi per essere sicuri che la specie non sia a rischio.